# Neckeropsis subtruncata
Neckeropsis subtruncata är en bladmossart som beskrevs av Fleischer 1908. Neckeropsis subtruncata ingår i släktet Neckeropsis och familjen Neckeraceae. Inga underarter finns listade i Catalogue of Life.